# Sebastianna Scilipoti
Sebastianna Scilipoti (* 31. März 2003) ist eine Schweizer Tennisspielerin.

## Karriere
Scilipoti spielt hauptsächlich bei Turnieren der ITF Women’s World Tennis Tour, wo sie bisher drei Turniersiege im Einzel und zwei Siege im Doppel erreichte. Bei den French Open 2020 erreichte sie im Juniorinnendoppel mit ihrer Partnerin Safia Costoulas das Achtelfinale.

## Turniersiege

### Einzel
| Nr. | Datum            | Turnier              | Kategorie | Belag     | Finalgegnerin   | Ergebnis         |
| --- | ---------------- | -------------------- | --------- | --------- | --------------- | ---------------- |
| 1.  | 1. November 2020 | Castell-Platja d’Aro | ITF W15   | Hartplatz | Amanda Carreras | 6:4, 6:4         |
| 2.  | 10. Oktober 2021 | Monastir             | ITF W15   | Hartplatz | Tess Sugnaux    | 6:3, 6:1         |
| 3.  | 4. Juni 2023     | Kuršumlijska Banja   | ITF W15   | Sand      | Anja Stanković  | 5:7, 6:4, [10:6] |

### Doppel
| Nr. | Datum           | Turnier            | Kategorie | Belag | Partnerin       | Finalgegnerinnen                 | Ergebnis |
| --- | --------------- | ------------------ | --------- | ----- | --------------- | -------------------------------- | -------- |
| 1.  | 27. Mai 2023    | Kuršumlijska Banja | ITF W15   | Sand  | Eleni Christofi | Tilwith Di Girolami Nina Vargová | 6:1, 6:4 |
| 2.  | 27. Januar 2024 | Antalya            | ITF W15   | Sand  | Celine Simunyu  | Linda Ševčíková Doğa Türkmen     | 6:3, 6:2 |